# Brunnhaus Nagling
Das Brunnhaus Nagling ist ein ehemaliges Brunnhaus der Soleleitung von Bad Reichenhall nach Traunstein in Weißbach an der Alpenstraße.
Außer den Brunnhäusern Nagling und Grub in Weißbach befinden sich weitere Brunnhäuser – Fager und Seebichl – in Bad Reichenhall.
Das Brunnhaus samt angeschlossener Bauten wie dem Hochbehälter, der Steigleitung und der Himmelsleiter steht unter Denkmalschutz und ist unter der Nummer D-1-72-131-37 in die Bayerische Denkmalliste eingetragen.

## Geschichte
Das Gebäude ist bezeichnet mit dem Jahr 1816 und ersetzte im Zuge der Modernisierung der Soleleitung durch Georg Friedrich von Reichenbach die Vorgängerbauten an gleicher Stelle. Durch den Einsatz von Reichenbachs modernerer Wassersäulenmaschine konnte am Brunnhaus Nagling anstatt 54 nun 104 Meter Höhenunterschied überwunden werden. Das Brunnhaus Lettenklause entfiel.
Bei einer Zählung im Verwaltungsjahr 1823/1824 gab es in dem zur Gemeinde Weisbach im Landgericht Reichenhall und Rentamt Berchtesgaden gehörigen Brunnenhaus Nagling ein Haus und eine Familie mit fünf Seelen, davon drei weiblich.

## Beschreibung
Beim Brunnhaus Nagling handelt es sich um einen verputzten Bau mit zwei Geschossen und Schopfwalmdach. Der verschindelte Turm der Pumpstation ist durch einen erdgeschossigem Bau mit dem Haupthaus verbunden. Gut 100 Meter oberhalb des Brunnhauses befindet sich der Hochbehälter, ein turmartiger Walmdachbau aus Holz. Zur Anlage gehören auch die Steigleitung und die Treppenanlage, die Himmelsleiter genannt wird.

## Lage
Das Brunnhaus Nagling befindet sich am westlichen Ende von Weißbach an der Alpenstraße, direkt an der Bundesstraße 305, hier Innzeller Straße 36.
Der Ort Nagling wird erstmals in der Topographischen Karte von 1971 als Nägling bezeichnet. In der Uraufnahme, in der bereits das Brunnhaus und die Soleleitung eingetragen sind, wird der Ort als Ingerl, vermutlich ein Hausname, bezeichnet.